# Nam Tiên Hưng, Hưng Yên
Nam Tiên Hưng là một xã thuộc tỉnh Hưng Yên, Việt Nam.

## Địa lý
Xã Nam Tiên Hưng nằm ở phía nam của tỉnh Hưng Yên, có vị trí địa lý:
- Phía đông giáp phường Trà Lý và xã Nam Đông Hưng.
- Phía nam giáp phường Thái Bình và xã Thư Trì.
- Phía tây bắc giáp xã Tiên Hưng.
- Phía bắc giáp xã Đông Tiên Hưng.

## Lịch sử
Ngày 16 tháng 6 năm 2025, Ủy ban Thường vụ Quốc hội ban hành Nghị quyết số 1666/NQ-UBTVQH15 về việc sắp xếp các đơn vị hành chính cấp xã của tỉnh Hưng Yên năm 2025. Theo đó, sắp xếp toàn bộ diện tích tự nhiên, quy mô dân số của các xã Liên Hoa, Hồng Giang, Trọng Quan và Minh Phú thành xã mới có tên gọi là xã Nam Tiên Hưng.